# Pandemia de COVID-19 en Virginia Occidental
El primer caso de la pandemia de enfermedad por coronavirus en Virginia Occidental, estado de los Estados Unidos, inició el 17 de marzo de 2020. Hay 1.169 casos confirmados, 572 recuperados y 48 fallecidos. En esa misma línea de los casos confirmados, 76 están hospitalizados, 14 casos críticos y 15 en unidad de cuidados intensivos (UCI) de los diferentes centros médicos del estado.

## Cronología

### Marzo
Hasta el 16 de marzo, el estado había probado 84 casos sospechosos. Virginia Occidental anunció su primer caso, en Shepherdstown, el 17 de marzo.
A partir del 18 de marzo, se anunció el segundo caso. También en esa fecha, 148 personas del Estado habían sido puestos como posibles casos de contagio.
Hasta el 20 de marzo, Virginia Occidental había confirmado oficialmente 8 casos de COVID-19. El 22 de marzo, hubo 16 casos confirmados.
Un artículo del 22 de marzo del Washington Post describió los esfuerzos para implementar el distanciamiento social en el condado de Grant.
La primera muerte del estado ocurrió el 29 de marzo en el condado de Marion.

## Respuesta gubernamental
El 13 de marzo, el gobernador Jim Justice anunció que todas las escuelas de todo el estado cerrarían a partir del 16 de marzo de 2020 por un período de tiempo indefinido como medida proactiva.
El 15 de marzo, el alcalde de Charleston, Virginia Occidental , declaró el estado de emergencia.
El 16 de marzo, el gobernador Justice declaró el estado de emergencia.
El 17 de marzo, Justice ordenó el cierre de comedores, bares y casinos de restaurantes hasta el 31 de marzo.
Para el 21 de marzo, varios condados del valle de Mid-Ohio habían cerrado sus juzgados al público o tenían acceso limitado.
Para el 22 de marzo, Justice instó a los habitantes de Virginia Occidental a quedarse en casa tanto como sea posible. Justice se unió al Dr. Clay Marsh, vicepresidente de la Universidad de Virginia Occidental y decano ejecutivo de Ciencias de la Salud. Marsh dijo que el Nueva York está siendo golpeada por una ola de «tsunamis de casos de coronavirus» y que si los ciudadanos de Virginia Occidental puede quedarse en casa tanto como sea posible las próximas semanas.
El 23 de marzo, el Gobernador Justice ordenó el cierre inmediato de negocios no esenciales y emitió una orden de permanencia en el hogar a partir del 24 de marzo a las 8 p. m. (hora local).
El 25 de marzo, durante el Día de Oración de Virginia Occidental en todo el estado, se desarrolló un servicio de 45 minutos dedicado a las personas afectadas con la COVID-19. El acto fue realizado por el gobernador Jim Justice y el moderador Dr. Dan Anderson.
El 30 de abril, el Gobernador Justice anunció el West Virginia Strong: El regreso, un levantamiento de la orden actual de quedarse en casa que hará la transición a un plan más seguro en el hogar. Las empresas del sector específico podrán volver a abrir durante el mes y medio después del 3 de mayo de 2020 si se cumplen ciertos parámetros de las pruebas COVID-19. La orden de quedarse en casa de Virginia Occidental se levantará a las 12:01 a. m. del lunes 4 de mayo y será reemplazada por un programa más seguro en el hogar, que alentará a los residentes a quedarse en casa, pero no lo obligará a hacerlo.

#### Acción federal
Virginia Occidental recibirá $ 5.6 millones de dinero federal para luchar contra COVID-19.

## Impacto

### En deportes
El 12 de marzo, la National Collegiate Athletic Association canceló todos los torneos de invierno y primavera, especialmente los torneos de baloncesto de hombres y mujeres de la División I , afectando a colegios y universidades de todo el estado. El 16 de marzo, la National Junior College Athletic Association también canceló el resto de las temporadas de invierno, así como las temporadas de primavera.

## Registro
| Casos de la COVID-19 en Virginia Occidental Actualizado el 2 de mayo de 2020. | Casos de la COVID-19 en Virginia Occidental Actualizado el 2 de mayo de 2020. | Casos de la COVID-19 en Virginia Occidental Actualizado el 2 de mayo de 2020. |
| Condado                                                                       | Casos confirmados                                                             | Muertes                                                                       |
| ----------------------------------------------------------------------------- | ----------------------------------------------------------------------------- | ----------------------------------------------------------------------------- |
| Barbour                                                                       | 5                                                                             | 1                                                                             |
| Berkeley                                                                      | 155                                                                           | 2                                                                             |
| Boone                                                                         | 6                                                                             | 0                                                                             |
| Braxton                                                                       | 2                                                                             | 0                                                                             |
| Brooke                                                                        | 3                                                                             | 0                                                                             |
| Cabell                                                                        | 44                                                                            | 0                                                                             |
| Fayette                                                                       | 14                                                                            | 0                                                                             |
| Gilmer                                                                        | 2                                                                             | 0                                                                             |
| Grant                                                                         | 1                                                                             | 0                                                                             |
| Greenbrier                                                                    | 5                                                                             | 0                                                                             |
| Hampshire                                                                     | 7                                                                             | 1                                                                             |
| Hancock                                                                       | 10                                                                            | 0                                                                             |
| Hardy                                                                         | 6                                                                             | 0                                                                             |
| Harrison                                                                      | 30                                                                            | 1                                                                             |
| Jackson                                                                       | 130                                                                           | 15                                                                            |
| Jefferson                                                                     | 79                                                                            | 1                                                                             |
| Kanawha                                                                       | 165                                                                           | 9                                                                             |
| Lewis                                                                         | 4                                                                             | 0                                                                             |
| Lincoln                                                                       | 2                                                                             | 0                                                                             |
| Logan                                                                         | 13                                                                            | 1                                                                             |
| Marion                                                                        | 46                                                                            | 2                                                                             |
| Marshall                                                                      | 13                                                                            | 0                                                                             |
| Mason                                                                         | 12                                                                            | 0                                                                             |
| McDowell                                                                      | 6                                                                             | 0                                                                             |
| Mercer                                                                        | 10                                                                            | 0                                                                             |
| Mineral                                                                       | 18                                                                            | 0                                                                             |
| Mingo                                                                         | 2                                                                             | 1                                                                             |
| Monongalia                                                                    | 102                                                                           | 4                                                                             |
| Monroe                                                                        | 5                                                                             | 0                                                                             |
| Morgan                                                                        | 13                                                                            | 0                                                                             |
| Nicholas                                                                      | 6                                                                             | 0                                                                             |
| Ohio                                                                          | 30                                                                            | 1                                                                             |
| Pendleton                                                                     | 3                                                                             | 0                                                                             |
| Pleasants                                                                     | 2                                                                             | 0                                                                             |
| Pocahontas                                                                    | 2                                                                             | 0                                                                             |
| Preston                                                                       | 13                                                                            | 0                                                                             |
| Putnam                                                                        | 27                                                                            | 0                                                                             |
| Raleigh                                                                       | 9                                                                             | 0                                                                             |
| Randolph                                                                      | 4                                                                             | 0                                                                             |
| Roane                                                                         | 7                                                                             | 0                                                                             |
| Summers                                                                       | 1                                                                             | 0                                                                             |
| Taylor                                                                        | 6                                                                             | 0                                                                             |
| Tucker                                                                        | 4                                                                             | 0                                                                             |
| Tyler                                                                         | 3                                                                             | 0                                                                             |
| Upshur                                                                        | 4                                                                             | 0                                                                             |
| Wayne                                                                         | 90                                                                            | 7                                                                             |
| Wetzel                                                                        | 3                                                                             | 0                                                                             |
| Wirt                                                                          | 3                                                                             | 0                                                                             |
| Wood                                                                          | 40                                                                            | 2                                                                             |
| Wyoming                                                                       | 1                                                                             | 0                                                                             |
| Total                                                                         | 1,169                                                                         | 48                                                                            |